# マット・リンドランド
マット・リンドランド（Matt Lindland、1970年5月17日 - ）は、アメリカ合衆国の男性レスリング選手、総合格闘家、政治家。オレゴン州オレゴンシティ出身。チーム・クエスト所属。ブラジリアン柔術黒帯。2000年シドニーオリンピック男子グレコローマン76kg級銀メダリスト。
2008年からはオレゴン州共和党の議員を務めている。

## 来歴
15歳からレスリングを始め、クラッカマス・コミュニティ・カレッジ時代にはNJCAA王者になり、ネブラスカ大学時代はNCAAディビジョン1で活躍した。大学卒業後の1997年にプロ総合格闘技デビュー。
1997年2月24日、総合格闘技デビュー。
1997年9月20日、IFCミドル級トーナメント決勝でトラビス・フルトンと対戦し優勝を果たす。

### オリンピック銀メダル獲得
2000年9月、シドニーオリンピックに出場し、レスリンググレコローマン76kg級で銀メダルを獲得した。

### UFC
2000年12月16日、UFC初参戦となったUFC 29で安生洋二と対戦し、マウントパンチでTKO勝ちを収めた。

#### 世界選手権銀メダル獲得
2001年11月、レスリング世界選手権に出場し、レスリンググレコローマン85kg級で銀メダルを獲得した。
2002年5月10日、UFC 37でムリーロ・ブスタマンチの持つ世界ミドル級王座に挑戦し、フロントチョークで一本負けを喫し王座獲得に失敗した。
2003年6月6日、UFC 43でファラニコ・ヴァイタレと対戦。投げを繰り出した際に自ら後頭部をマットに強打して失神し、TKO負けとなった。
2007年4月14日、ロシアで開催されたBodogFightでPRIDEヘビー級王者エメリヤーエンコ・ヒョードルと対戦し、腕ひしぎ十字固めで一本負け。
2008年7月19日、Affliction旗揚げ戦Affliction: Bannedでファビオ・"ネガォン"・ナシメントと対戦し、3-0の判定勝ち。
2009年1月24日、Affliction: Day of Reckoningでビクトー・ベウフォートと対戦し、左ストレートでダウンしたところにパウンドを追撃され、失神KO負けを喫した。

### Strikeforce
2009年12月19日、Strikeforce初参戦となったStrikeforce: Evolutionでホナウド・ジャカレイと対戦し、肩固めで一本負けを喫した。
2010年12月4日、Strikeforce: Henderson vs. Babaluでロビー・ローラーと対戦し、右フックで失神KO負けを喫した。
2011年5月21日、KSW 16でマメッド・ハリドヴと対戦し、ギロチンチョークで一本負け。

## 戦績
| 総合格闘技 戦績 | 総合格闘技 戦績 | 総合格闘技 戦績 | 総合格闘技 戦績 | 総合格闘技 戦績 | 総合格闘技 戦績 | 総合格闘技 戦績 |
| --------------- | --------------- | --------------- | --------------- | --------------- | --------------- | --------------- |
| 31 試合         | (T)KO           | 一本            | 判定            | その他          | 引き分け        | 無効試合        |
| 22 勝           | 8               | 7               | 6               | 1               | 0               | 0               |
| 9 敗            | 4               | 4               | 1               | 0               | 0               | 0               |

| 勝敗 | 対戦相手                             | 試合結果                            | 大会名                                                     | 開催年月日     |
| ×    | マメッド・ハリドヴ                   | 1R 1:35 ギロチンチョーク            | KSW 16: Konfrontacja                                       | 2011年5月21日  |
| ×    | ロビー・ローラー                     | 1R 0:50 KO（右フック）              | Strikeforce: Henderson vs. Babalu                          | 2010年12月4日  |
| ○    | ケビン・ケーシー                     | 3R 3:41 TKO（パウンド）             | Strikeforce Challengers 8                                  | 2010年5月21日  |
| ×    | ホナウド・ジャカレイ                 | 1R 4:18 肩固め                      | Strikeforce: Evolution                                     | 2009年12月19日 |
| ×    | ビクトー・ベウフォート               | 1R 0:37 KO（左ストレート→パウンド） | Affliction: Day of Reckoning                               | 2009年1月24日  |
| ○    | ファビオ・"ネガォン"・ナシメント     | 5分3R終了 判定3-0                   | Affliction: Banned                                         | 2008年7月19日  |
| ×    | エメリヤーエンコ・ヒョードル         | 1R 2:58 腕ひしぎ十字固め            | BodogFight: Clash of the Nations                           | 2007年4月14日  |
| ○    | カーロス・ニュートン                 | 2R 1:43 フロントチョーク            | IFL: Houston                                               | 2007年2月2日   |
| ○    | ジェレミー・ホーン                   | 2R 0:21 TKO（パンチ連打）           | IFL: Portland                                              | 2006年9月9日   |
| ×    | クイントン・"ランペイジ"・ジャクソン | 5分3R終了 判定1-2                   | WFA 4: King of the Streets                                 | 2006年7月22日  |
| ○    | マイク・ヴァン・アースデイル         | 1R 3:38 フロントチョーク            | Raze MMA Fight Night                                       | 2006年4月29日  |
| ○    | ファビオ・レオポルド                 | 3R 3:25 チョークスリーパー          | Gracie FC: Team Gracie vs. Team Hammer House               | 2006年3月3日   |
| ○    | ニーノ・"エルビス"・シェンブリ       | 3R 3:33 TKO（パウンド）             | Cage Rage 14: Punishment                                   | 2005年12月3日  |
| ○    | ジョー・ドークセン                   | 5分3R終了 判定3-0                   | UFC 54: Boiling Point                                      | 2005年8月20日  |
| ○    | トラヴィス・ルター                   | 2R 3:13 フロントチョーク            | UFC 52: Couture vs. Liddell 2                              | 2005年4月16日  |
| ○    | ランドン・ショウォルター             | 1R 2:43 腕ひしぎ十字固め            | SportFight 8: Justice                                      | 2005年1月8日   |
| ○    | マーク・ウィアー                     | 1R終了時 TKO（ドクターストップ）    | Cage Rage 9: No Mercy                                      | 2004年11月27日 |
| ×    | デビッド・テレル                     | 1R 0:25 KO（左フック→パウンド）     | UFC 49: Unfinished Business                                | 2004年8月21日  |
| ○    | トニー・フリックランド               | 5分3R終了 判定3-0                   | Rumble on the Rock 5                                       | 2004年5月7日   |
| ○    | ファラニコ・ヴァイタレ               | 3R 4:23 TKO（マウントパンチ）       | UFC 45: Revolution                                         | 2003年11月21日 |
| ×    | ファラニコ・ヴァイタレ               | 1R 1:56 TKO（バスター）             | UFC 43: Meltdown                                           | 2003年6月6日   |
| ○    | フィル・バローニ                     | 5分3R終了 判定3-0                   | UFC 41: Onslaught                                          | 2003年2月28日  |
| ○    | アイヴァン・サラベリー               | 5分3R終了 判定3-0                   | UFC 39: The Warriors Return                                | 2002年9月27日  |
| ×    | ムリーロ・ブスタマンチ               | 3R 1:33 フロントチョーク            | UFC 37: High Impact 【UFC世界ミドル級タイトルマッチ】      | 2002年5月10日  |
| ○    | パット・ミレティッチ                 | 1R 3:09 TKO（マウントパンチ）       | UFC 36: Worlds Collide                                     | 2002年3月22日  |
| ○    | フィル・バローニ                     | 5分3R終了 判定2-0                   | UFC 34: High Voltage                                       | 2001年11月2日  |
| ○    | ヒカルド・アルメイダ                 | 3R 4:21 反則（蹴り上げ）            | UFC 31: Locked and Loaded                                  | 2001年5月4日   |
| ○    | 安生洋二                             | 1R 2:57 TKO（マウントパンチ）       | UFC 29: Defense of the Belts                               | 2000年12月16日 |
| ○    | トラビス・フルトン                   | 1R 22:13 チョーク                   | IFC 6: Battle at Four Bears 【ミドル級トーナメント 決勝】  | 1997年9月20日  |
| ○    | マーク・ウォータース                 | 1R 2:20 ギブアップ（パンチ連打）    | IFC 6: Battle at Four Bears 【ミドル級トーナメント 1回戦】 | 1997年9月20日  |
| ○    | カロ・ダヴティアン                   | 1R 8:34 TKO（パンチ連打）           | World Fighting Federation                                  | 1997年2月24日  |

## 獲得タイトル
- IFC 6ミドル級トーナメント 優勝（1997年）
- 2000年シドニーオリンピック 男子グレコローマン76kg級 準優勝（2000年）
- レスリング世界選手権 男子グレコローマン85kg級 準優勝（2001年）

## 表彰
- SHERDOG ファイト・オブ・ザ・イヤー（2003年）
- 全米レスリング 殿堂入り（2013年）

## 出演
- Once I Was a Champion (2011)